# Dolina Szankowa

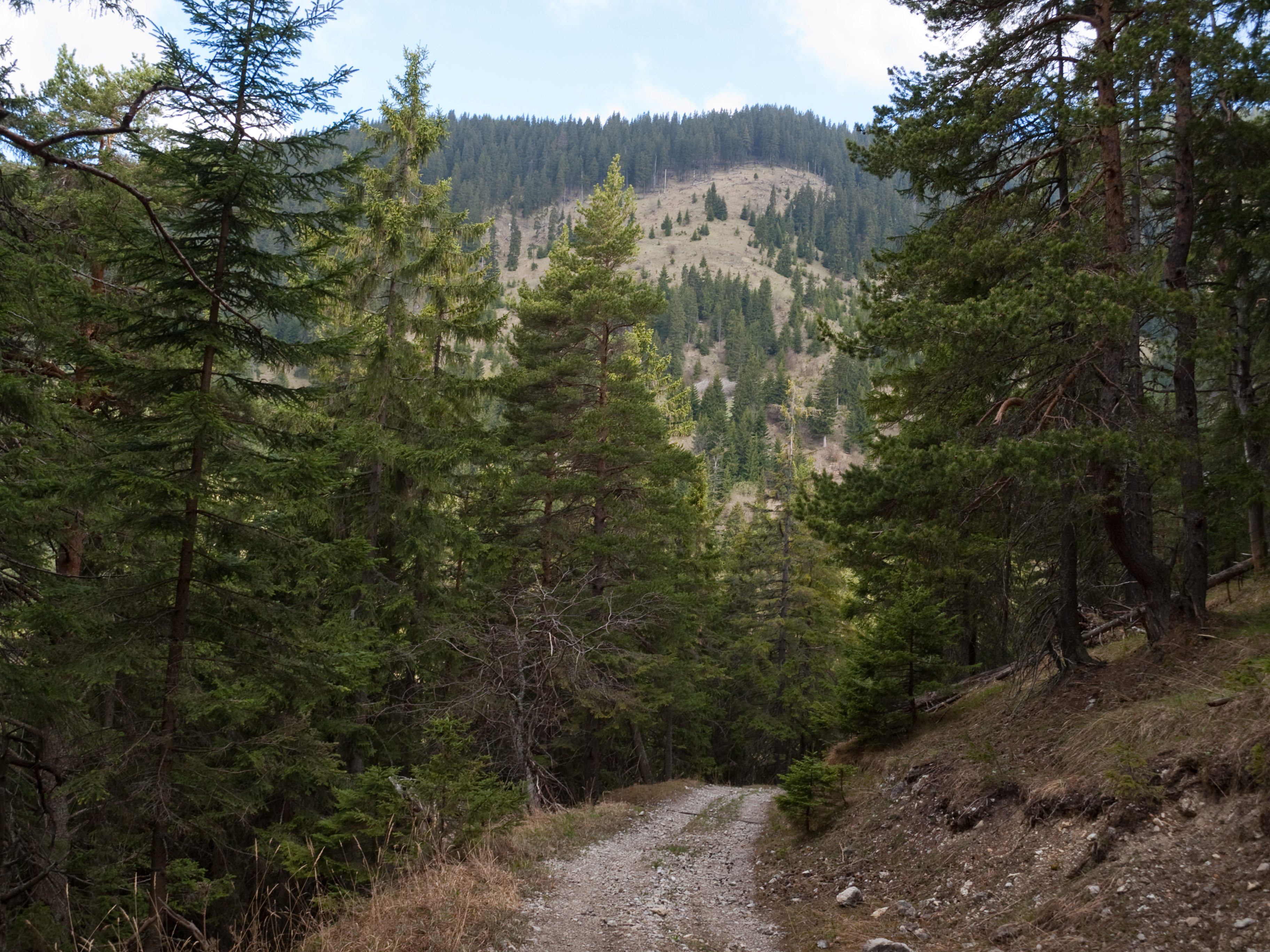
Droga na zboczu Doliny Szankowej

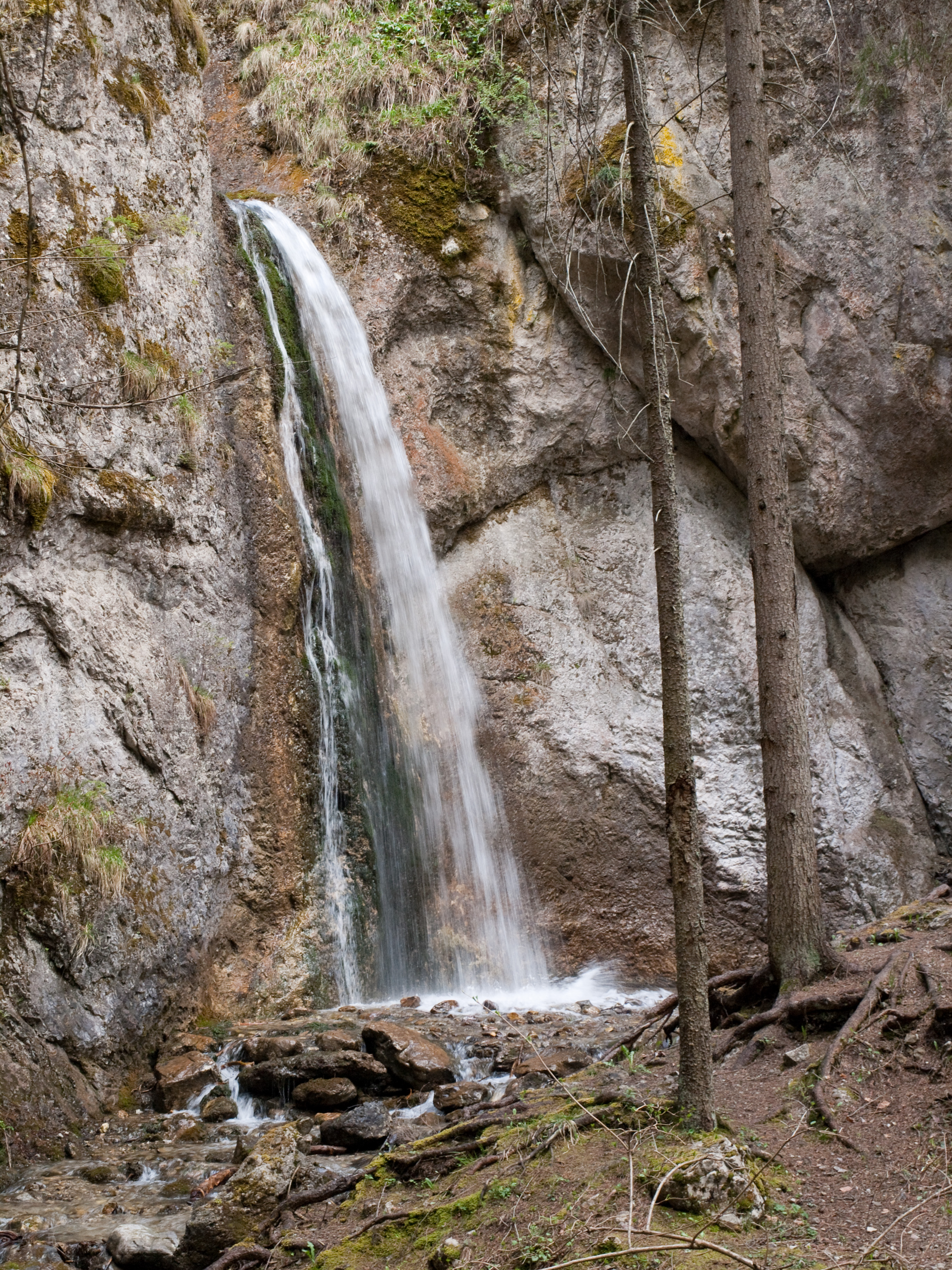
Niżni Skok

Dolina Szankowa, Dolina Starej Wody (słow. Šanková dolina, Dolina Starej vody) – dolinka reglowa w słowackich Tatrach Zachodnich, wcinająca się od południa w masyw Babek (Babky, 1566 m).
Ma długość ok. 2 km i opada spod szczytu Babek w kierunku południowo-zachodnim. Wylot doliny znajduje się na wysokości ok. 820 m, pomiędzy polaną Hradki (Hrádky) na zachodzie a kamieniołomem, Bobrowieckim Wapiennikiem (Bobrovecká Vápenica), na wschodzie. Dolina Szankowa ograniczona jest z obu stron ramionami Babek:
- od północnego zachodu grzbietem Straży (Stráž) i Równi (Roveň, 1268 m); graniczy tu z Doliną Halną (Hôľne), a przy samym szczycie Babek – ze żlebem Czerwony Skok (Dolinka od plesa), odgałęzieniem Doliny Guniowej (Huňová dolina)
- od południowego wschodu grzbietem Gronia (Grúň) i Borowin (Boroviny); za nim w masyw Babek wgłębia się Żleb pod Szczawnem (Dolina pod Štiavnem), niżej zwany żlebem Uhlisko (Uhlisko).

Głównym ciekiem wodnym doliny jest Stara Woda (Stará voda). W dolnej części doliny tworzy ona dwa wodospady, spadając przez utworzone z dolomitów progi. Są to 12-metrowy Niżni Skok (Poľovníkov vodopád na wysokości ok. 860 m) oraz nieco większy Wyżni Skok, znajdujący się na wysokości ok. 970 m. Po opuszczeniu Doliny Szankowej Stara Woda (zwana niżej Petruszką, Petruška) płynie dalej przez Kotlinę Liptowską (Liptovská kotlina), gdzie mija wsie Bobrowczyk (Bobrovček), Pawłową Wieś (Pavlova Ves) i Liptowski Tarnowiec (Liptovský Trnovec), po czym wpada do zbiornika retencyjnego Liptovská Mara.
Dolina Szankowa jest w większości zalesiona. W jej środkowych, a zwłaszcza górnych partiach nie brak jednak, powoli zarastających obecnie, polan. Doliną nie prowadzi żaden szlak turystyczny, z polany Hradki wiedzie jednak do niej droga gruntowa (zamknięta dla ruchu). Przekracza ona dno doliny na wysokości ok. 1070 m, po czym doprowadza do niebieskiego i zielonego szlaku turystycznego (ok. 1220 m). Przez turystów niekiedy odwiedzany jest Niżni Skok, do którego prowadzi krótka ścieżka od pobliskiego domku myśliwskiego, stojącego przy zamkniętej dla samochodów asfaltowej drodze z Jałowca (Jalovec) do Liptowskich Matiaszowiec (Liptovské Matiašovce).